# Педро Уральде
Педро Уральде (ісп. Pedro Uralde Hernáez, нар. 2 березня 1958, Віторія-Гастейс) — іспанський футболіст, що грав на позиції нападника.
Виступав, зокрема, за клуб «Реал Сосьєдад», а також національну збірну Іспанії.
Дворазовий чемпіон Іспанії та володар Суперкубка Іспанії.

## Клубна кар'єра
Народився 2 березня 1958 року в місті Віторія-Гастейс. Вихованець юнацьких команд футбольних клубів «Ауррера» (Віторія) та «Реал Сосьєдад». У дорослому футболі дебютував 1976 року виступами за команду клубу «Сан-Себастьян», в якій провів три сезони.
Своєю грою за цю команду привернув увагу представників тренерського штабу клубу «Реал Сосьєдад», до складу якого приєднався в 1979 році. Відіграв за головний клуб із Сан-Себастьяна наступні сім сезонів своєї ігрової кар'єри. Більшість часу, проведеного у складі «Реал Сосьєдада», був основним гравцем атакувальної ланки команди. У складі «Реал Сосьєдада» був одним з головних бомбардирів команди, маючи середню результативність на рівні 0,35 голу за гру. За цей час двічі виборював титул чемпіона Іспанії.
Згодом з 1986 по 1990 рік грав у складі команд клубів «Атлетіко» та «Атлетік Більбао». У Мадриді у нього не склалося: в 28 іграх він забив 8 голів, та й новий президент клубу не був зацікавлений у співпраці з баском. Натомість в Більбао розгорнули концепцію по збору басків-лідерів в свою команду. Тож Уральде погодився на переїзд. І в першому ж своєму сезоні він забив найбільше голів в команді - 15. Наступний сезон був менш вдалим: лише 6 голів, зміна тренера, і Уральде все менше знаходилося місця в основі. Титулований ветеран баскського футболу змушений був шукати нове місце.
Відтак завершувати професійну ігрову кар'єру Педро Уральде довелося в нижчій за рангом лізі — Сегунді, виступаючи за «Депортіво». В Ла-Коруньї він виступав протягом 1990—1992 років. Уже в першому сезоні він активно прилучився до успішного повернення галісійців в Ла-Лігу, зігравши 32 гри та відзначившись 15 голами. Відтак Педро Урарте довелося започатковувати епоху "супер Депора": команди, яка похитнула гегемонію «Барселони» та «Реала», постійно їх обігруючи й посідаючи призові місця в першості Іспанії впродовж десятка років. Перший сезон молоді галісійці приглядалися до найсильніших команд ліги, постійно перебуваючи в середині турнірної таблиці. Для Урарте цей сезон 1991-1992 також не надто був вдалим: хоч і провів 33 гри, та в більшості з них він був гравцем ротації, тож забив лише 8 голів (три з них у ворота «Спортінга» з Хіхону). Наприкінці сезону 34-літній гравець, потерпаючи від травм та в пошуках нового місця роботи, вирішив повісити бутси на стіну.
По завершенні кар'єри футболіста, Педро не порвав із футболом остаточно, він залишився професійним консультантом/аналітиком та посередником (на кшталт агента) для футболістів та тренерів.

## Виступи за збірні
1982 року провів три офіційні гри у складі національної збірної Іспанії. У складі збірної був учасником домашнього чемпіонату світу 1982 року.
Впродовж 1988-1990 років він спробував свої сили в збірній Басків по футболу. Провівши за них дві гри і забивши 2 гола.

## Титули і досягнення
- Чемпіон Іспанії (2):

«Реал Сосьєдад»:  1980-1981, 1981-1982
- Володар Суперкубка Іспанії (1):

«Реал Сосьєдад»: 1982